# Damon i Pytiasz
Damon i Pytiasz – dwaj legendarni filozofowie greccy, żyjący rzekomo około V wieku p.n.e. Byli sławni z łączącej ich przyjaźni i wzajemnej lojalności. 

## Grecka legenda
Według relacji Arystoksenosa, powtarzanej później m.in. przez Cycerona, Damon i Pytiasz byli dwoma przyjaciółmi, filozofami i zwolennikami filozofii Pitagorasa. Pewnego dnia przybyli do Syrakuz, gdzie Pytiasz został oskarżony o udział w spisku przeciwko tamtejszemu władcy - Dionizjosowi I. Za to przestępstwo został skazany na karę śmierci. 
Przyjmując karę, Pytiasz poprosił o pozwolenie na czasowy powrót do domu. Chciał pożegnać się po raz ostatni z rodziną i załatwić sprawy osobiste. Król odmówił, podejrzewając, że skazaniec chce uciec. Wtedy Damon, jego przyjaciel, zgodził się zająć jego miejsce. 
Dionizjos zgodził się, informując, że gdyby Pytiasz nie stawił się w wyznaczonym terminie, Damon poniesie śmierć zamiast niego. Król był przekonany, że Pytiasz już nie wróci. 
Kiedy minął dzień, w którym Pytiasz zobowiązał się powrócić, król nakazał przygotować egzekucję. Kiedy miano ją wykonać, nieoczekiwanie pojawił się Pytiasz. Wyjaśnił też przyczynę zwłoki.
Okazało się, że piraci uprowadzili jego statek, w którym płynął do Syrakuz, a potem wyrzucili go za burtę. Udało mu się z trudem dopłynąć do brzegu. Stamtąd wyruszył pieszo do Syrakuz tak szybko, jak to możliwe, by ostatniej chwili uratować przyjaciela.
Król Dionizjos był tak zaskoczony i wzruszony ich wzajemną lojalnością, że darował życie im obu.